# Sergio Jacobini
Sergio Jacobini (Roma, 1935 – 6 luglio 2019) è stato un tennista italiano.

## Biografia
Jacoboni è stato quattro volte campione nazionale nel doppio. Fu campione di singolare ad Aix-en-Provence nel 1955. Agli Internazionali di Francia del 1957 vinse contro la nona testa di serie Pierre Darmon e raggiunse il quarto turno, venendo eliminato dallo statunitense Herbert Flam. Nel 1961 è stato membro della squadra italiana di Coppa Davis per la finale del Challenge Round a Melbourne, come riserva inutilizzata di Nicola Pietrangeli e Orlando Sirola. Ha raggiunto nuovamente il quarto turno dell'Open di Francia nel 1962, dove venne eliminato da Rod Laver.